# La Fille du régiment
La Fille du régiment és un opéra-comique en dos actes de Gaetano Donizetti. El llibret és de Georges Henri Vernoy de Saint-Georges i Jean-François Bayard. Fou estrenada l'11 de febrer de 1840 a l'Opéra-Comique de París.
Aquesta òpera és famosa per l'ària Ah! mes amis, quel jour de fête! que s'ha anomenat el Mont Everest per a tenors, presentant 9 Do alts i que arriben comparativament aviat a l'òpera, donant menys temps d'escalfar la veu del cantant. Alguns tenors no hi arriben amb força i el substitueixen per un si.

## Representacions
L'òpera s'estrenà sota l'amenaça d'un boicot cap al compositor italià i es va saldar amb un fracàs "fugaç", ja que es va seguir representant amb un èxit més gran en les següents posades en escena. Pel que sembla, el tenor principal desafinava amb freqüència. El reconegut tenor francès Gilbert Duprez, que era present, va observar més tard en els seus Souvenirs d'un chanteur: «Donizetti em va jurar sovint com havia patit la seva autoestima com a compositor a París. Mai no va ser tractat allà d'acord amb els seus mèrits. Jo mateix vaig presenciar el fracàs, gairebé l’ensorrament, de La fille du régiment».
Els compositors francesos no donaven crèdit a l'èxit de Donizetti a París i sentien la sensació que el compositor de Bèrgam s'estava guanyant al públic parisenc. Va rebre una crítica molt negativa del crític i compositor francès Hector Berlioz (Journal des débats, 16 de febrer de 1840), que va afirmar que no podia ser presa seriosament ni pel públic ni pel seu compositor. Tot i això, Berlioz va reconèixer que algunes parts de la música, "el petit vals que serveix com a entreacte i el trio dialogué... no manquen ni de vivacitat ni de frescor".
La font de l'hostilitat de Berlioz es revela més endavant en la seva crítica:  
Què? Dues partitures principals per a l'Opéra, Les martyrs i Le duc d'Albe, dues més per al Théâtre de la Renaissance, Lucia di Lammermoor i L'ange de Nisida, dues per a l'Opéra-Comique, La fille du régiment i una altra amb un títol encara desconegut, i encara una altra per al Théâtre-Italien, hauran estat escrites o transcrites en un any pel mateix compositor! El senyor Donizetti sembla tractar-nos com un país conquerit; és una veritable invasió. Ja no es pot parlar dels teatres d’òpera de París, sinó només dels teatres d’òpera del senyor Donizetti.
El crític i poeta Théophile Gautier, que no era un compositor rival, va tenir un punt de vista una mica diferent: «Donizetti és capaç de correspondre amb música bella i digna a l’hospitalitat cordial que França li ofereix en tots els seus teatres, subvencionats o no».
Si a això li unim l'exaltació a la pàtria francesa que es palpa en cada moment de l'òpera, era evident que el públic parisenc l'havia d'acollir cada vegada millor en un moment en què semblava que París es convertia en el centre més rellevant en el món de l'òpera. Malgrat el seu difícil inici, l'òpera aviat es va fer enormement popular a l'Opéra-Comique. Durant els seus primers 80 anys, va assolir la seva 500a representació al teatre el 1871 i la 1.000a el 1908.
En l'actualitat, es deu a Joan Sutherland i Luciano Pavarotti la recuperació d'aquesta òpera que ha estat a l'ombra de les grans òperes de Donizetti.

## Repartiment estrena
Els papers principals van ser assumits a l'estrena per Juliette Bourgeois (Marie), Mécène Marie de Lisle (Tonio), Mary-Julie Boulanger (Marquesa) i Henry (Sulpice)

## Argument
La filla del regiment es desenvolupa al Tirol suís, en temps de les guerres napoleòniques, cap a l'any 1805.

### Acte I
Pas muntanyós del Tirol. Es desenvolupa una batalla fora d'escena. El poble fronterer, atemorit, dirigeix una pregària a la Verge perquè arribi aviat la pau. Està acabant la guerra en la qual Napoleó ha ocupat la regió, i els francesos acaben d'aconseguir la victòria. Entre els refugiats hi ha la Marquesa de Berkenfeld, temorosa que les últimes escaramusses de la guerra l'afectin a ella i als seus béns. El seu poruc criat Hortensius la tranquil·litza. Arriba el regiment que dirigeix Sulpice, i confirma la calma a la regió, ja que la batalla ha acabat. Amb Sulpice arriba també Marie, una noia òrfena recollida pel regiment durant la guerra i adoptada com a vivandera (és a dir cantinera i mascota) i filla del regiment. Marie té una educació molt precària i casernària. El seu comportament és rude, sense maneres de bona urbanitat. Però Marie és molt bona cantant i lidera la cançó del regiment, que tots coregen amb molt entusiasme.
Marie confessa a Sulpice que ha conegut a un noi, que en un barranc li va salvar la vida, i que està enamorada d'ell. No obstant això, tot el regiment es creu amb dret a impedir el matrimoni de Marie si el candidat no és del seu gust. Els soldats porten a un sospitós que ronda el lloc i Marie el reconeix: és Tonio, el tirolès que li va salvar la vida. Tonio és alliberat després d'algunes discussions i després no perd l'oportunitat de trobar Marie per declarar el seu amor (Quoi! Vous m'aimez).
Apareix la Marquesa de Berkenfield i en una conversa amb Sulpice li diu que ella busca la filla d'una germana seva que va tenir una relliscada amb el Capità Robert, un militar del regiment. Aquesta suposada neboda és la mateixa filla de la Marquesa i òbviament es tracta de Marie. Quan Tonio tracta d'obtenir permís per festejar la Marie els soldats s'hi neguen, perquè no pertany al regiment. Tonio llavors decideix ingressar al regiment i celebra joiós el fet de poder ser militar i marit.
Molt aviat Sulpice adverteix a Tonio que ha de lliurar Marie a la seva tia, la Marquesa que ha vingut a buscar-la. Marie es veu obligada, doncs, contra la seva voluntat, a anar a viure al castell de la marquesa de Berkenfield, on rebrà una educació adequada al seu nou rang. Marie s'acomiada emotivament de tots dient que cal partir, deixant en clar que l'ingrés de Tonio en el regiment no li ha servit de res.

### Acte II
Al palau de la Marquesa de Berkenfield, aquesta s'esforça a educar Marie perquè pugui casar-se amb un ranci aristòcrata: el fill de la duquessa de Crakenthorp. Per això li ensenya a cantar una refinada romança clàssica, però Marie es distreu amb sons militars, i Sulpice, que està de visita per veure els progressos de Marie, es posa a cantar amb ella en un contagiós ritme. Després, tot sol, Marie reflexiona sobre la seva desgraciada condició. Arriben Tonio i els altres soldats del regiment, se suposa que al casament de Marie. Tot es transforma en alegria quan Marie canta al costat d'ells una encesa i patriòtica cançó: Salut a la France seguida per una graciosa intervenció de Marie, Tonio i Sulpice en què expressen la seva felicitat de tornar a trobar-se.
Tonio li confessa a la Marquesa el seu amor per Marie i que per la noia ell s'ha fet soldat. Tonio li demana a Marie, però la Marquesa molt fredament li demana que se'n vagi. Després La Marquesa confessa secretament a Sulpiuce que és ella la veritable mare de Marie, però per no exposar la seva relliscada fingeix ser la tia. Després arriben els aristòcrates convidats i la insuportable Duquessa de Crakenthorp amb el seu fill, el nuvi. També arriben Tonio i els soldats, decidits a impedir la cerimònia. Quan diuen que ella va ser vivandera i filla del regiment, els convidats i l'aparatosa duquessa de Crakenthorp s'horroritzen. Marie confessa davant tots la seva lleialtat i afecte envers el regiment i que a ell li deu tot. Llavors la Marquesa, commoguda, atura el casament i lliura Marie a Tonio, el seu veritable amor. Per celebrar aquest feliç moment, Marie, Tonio els soldats i tots els presents canten una vegada més aquest patriòtic Salut à la France.

## Moments més cèlebres
Són diversos els fragments que han assolit notòria popularitat: el cèlebre Pour mon âme, Pour me rapprocher de Marie, el cant del regiment i el Salut à la France.